# Лаурито
Лаурѝто (на италиански: Laurito) е село и община в Южна Италия, провинция Салерно, регион Кампания. Разположено е на 475 m надморска височина. Населението на общината е 870 души (към 2010 г.).